# Je suis africain
Albums de Rachid Taha
Zoom
(2013)
Je suis africain est le dixième et dernier album solo de Rachid Taha paru de manière posthume le 20 septembre 2019 sur le label Naïve Records.

## Historique
Je suis africain est un album posthume de l'artiste – mort d'une crise cardiaque à son domicile des Lilas le 12 septembre 2018 – qui avait pratiquement terminé l'enregistrement et le mixage. La finalisation et la production de l'album sont réalisées par Toma Feterman, également coauteur de l'album, et supervisées par Lyès Taha (alias Clyde P), DJ et fils de Rachid Taha.

## Listes des célébrités mentionnées
Dans cet album, Rachid Taha cite quelques personnalités, notamment :
- Nelson Mandela
- Kahina
- Malcolm X
- Kateb Yacine
- Jimi Hendrix
- Jacques Derrida
- Angela Davis
- Frantz Fanon
- Patrice Lumumba
- Thomas Sankara
- Bob Marley
- Amadou Hampâté Bâ
- Aimé Césaire
- lui-même.

## Liste des titres
1. Ansit – 3 min 40 s
2. Aïta – 3 min 41 s
3. Minouche – 3 min 20 s
4. Je suis africain – 3 min 42 s
5. Wahdi avec Flèche Love – 3 min 42 s
6. Insomia – 4 min 5 s
7. Andy Waloo – 3 min 58 s
8. Striptease – 3 min 32 s
9. Like a Dervish – 3 min 48 s
10. Happy End – 3 min 33 s

## Personnel
- Rachid Taha : Chant
- Flèche Love : Chant sur Wahdi
- Toma Feterman : Guitares, luth, moog basse, claviers, accordéon, bongos, percussions, flûte, flugelhorn, trompette, chœurs
- Mamady Diabate : Guitare
- Idriss Badarou : Basse
- Sekou Bah : Basse
- Hakim Hamadouche : Banjo, mandola, chœurs
- Yves Aouizerate : Claviers
- Anne Le Pape, Jacques Gandard, Ruben Tenenbaum : Violons
- Julien Gaben : Alto, guitare électrique, basse, bongos, chœurs
- Franck Mantegari : Batterie
- Yves Aouizerate : Bâton de pluie, programmation
- Hamani Aït Idir : Darbouka, tar
- Lassana Diabate : Balafon
- Assaba Dramé : Ngoni
- Olivier Llugany : Trombone

## Accueil critique
L'album est unanimement reçu de manière positive par la critique en France,,,, ou à l'international,,, qui dans l'ensemble notent le côté « joyeux » et « cosmopolite » du dernier album de Rachid Taha.